# Paul de Burgos
« Pablo Garcìa de Santa Maria » redirige ici. Pour les autres significations, voir Pablo Garcìa de Santa Maria (homonymie).
« Salomon ha-Levi » redirige ici. Pour les autres significations, voir Salomon ha-Levi (homonymie).
Paul de Burgos, ci-devant Shlomo Halevi (né à Burgos vers 1351, mort le 29 août 1435), est un Juif espagnol, rabbin érudit et poète, devenu, après sa conversion au catholicisme, archevêque, chancelier, théologien et exégète, auteur de pamphlets anti-juifs. 
Il est également connu sous le nom de Pablo de Santa Maria, Pablo García de Santa María, Paul de Santa Maria, Pauli episcopi Burgensis ou El Burgense ; il s'appelait Shlomo Halevi (שלמה הלוי) avant sa conversion.

## Biographie

### Débuts
Isaac Halevi, le père du futur archevêque, était originaire d'Aragon ou de Navarre, et s'est installé à Burgos au milieu du XIVe siècle. 
Son fils, avant de se convertir, était sous le nom de Shlomo Halevi l'un des Juifs les plus influents et les plus riches de Burgos, bon connaisseur du Talmud et de la littérature rabbinique, et rabbi de la communauté juive. Le rabbin Isaac ben Chechet, avec lequel il entretient une correspondance, fait l'éloge de son érudition, de son intelligence et de sa piété.
Il est également décrit comme déployant « une activité bruyante et mena(n)t une vie de grand seigneur, sortant dans des carrosses luxueux, accompagné d’une nombreuse escorte ».

### Conversion, vie et persécutions

#### Baptême

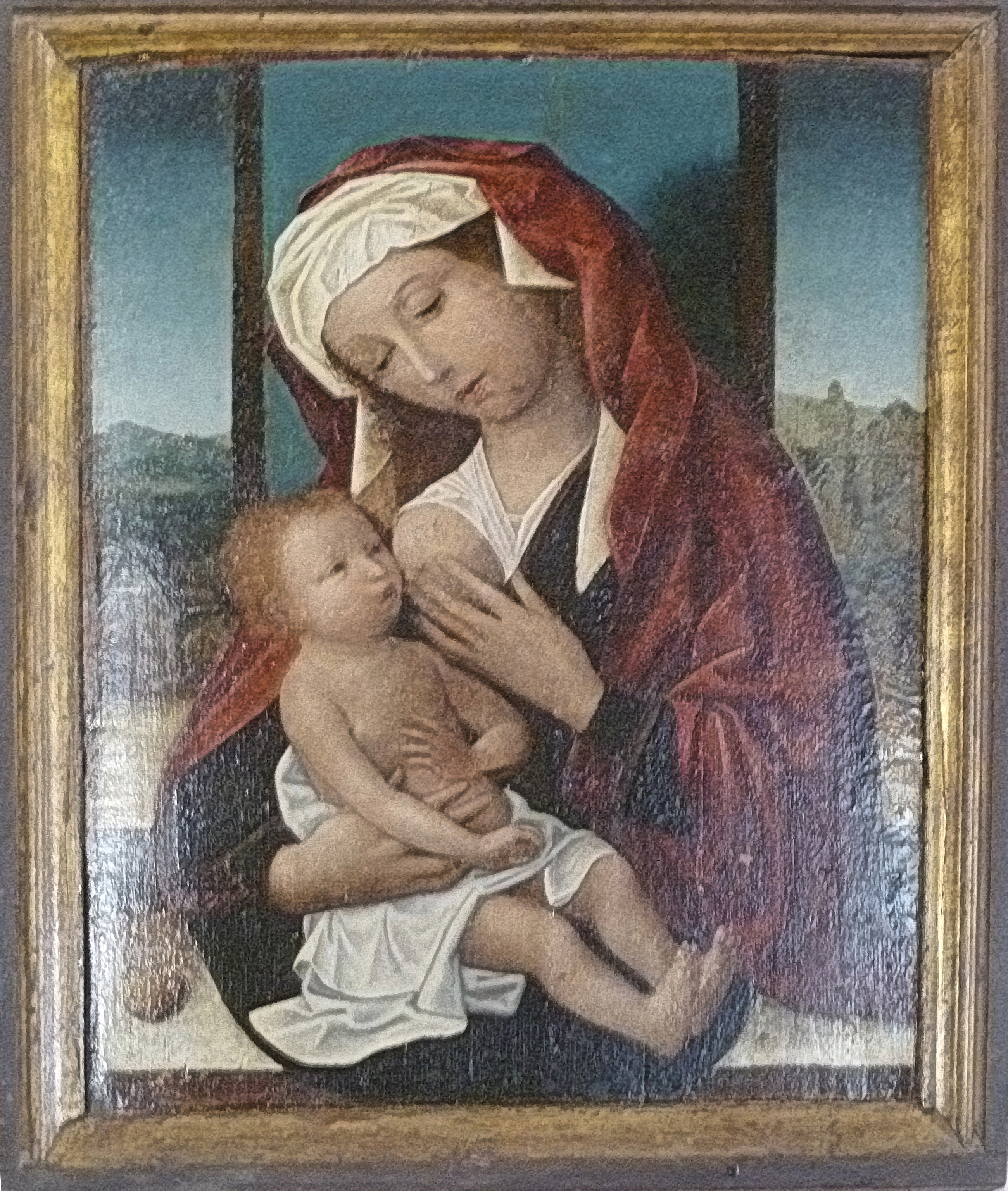
Vierge à l'Enfant du se trouvant dans la cathédrale de Santa-Maria de Burgos du

Il est baptisé à 40 ans, le 21 juillet 1391 à Burgos, et prend le nom de « Pablo García de Santa Maria », en hommage à saint Paul, également juif de naissance et à la Vierge Marie, également issue de la noblesse juive, la tribu de Lévi.  
D'après lui-même, sa conversion est due à la lecture des œuvres de Thomas d'Aquin ; elle survient néanmoins dans le contexte des persécutions anti-juives de 1391, au moment des assauts sanglants sur les quartiers juifs. Un document a été retrouvé, daté de 1604, qui accorde le bénéfice du « sang purificateur » à Pablo García de Santa María et à ses descendants, après une conversion miraculeuse lorsque la Vierge lui est apparue. D'après Kenneth Levin (en) et d'autres chercheurs, Paul se serait converti pour des raisons sociales et économiques, et non religieuses. Ses enfants - une fille et quatre fils, âgés de trois à douze ans - sont baptisés avec lui, mais son épouse Johanna reste fidèle au judaïsme jusqu'à sa mort, survenue en 1420. Elle est enterrée dans le couvent Saint-Paul de Burgos (es) que son époux avait fait reconstruire,. Il semble que Pablo ait convaincu ses deux frères, Pedro Suarez et Alvar (1370-1460) de se convertir également ; ce dernier adopte le nom d'Álvar García de Santa María (es) puis devient conseiller du roi et se fait notablement connaître pour la Chronique de Juan II de Castille, qu'il a écrite et dont l'historien Juan de Mata Carriazo y Arroquia (es) affirme que c'est « le texte le plus important de l'historiographie castillane du XVe siècle et l'un des récits les plus détaillés et instructifs de tous les temps » . Les deux frères Pablo et Alvar maintiendront une relation très étroite jusqu'à la mort de Pablo. 

##### Couvent de San Pablo de Burgos

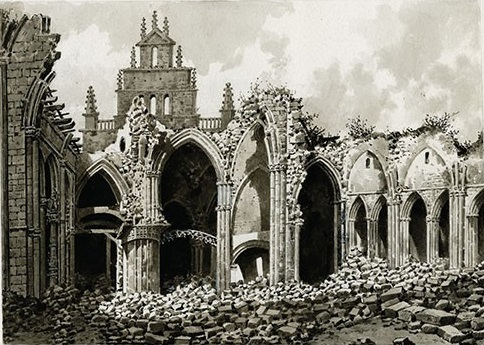
Ruines du couvent de San Pablo de Burgos au

Pablo est l'un des plus grands bienfaiteurs de la reconstruction du couvent Saint-Paul de Burgos (es) datant originellement du XIIIe siècle ; son soutien financier est même décisif dans l'achèvement des travaux. Il put ainsi y placer ses armoiries sur le transept de l'église dominicaine,. 
En 1413, avant d'être évêque de Burgos, Pablo de Santa María s'arrange avec le couvent de San Pablo pour la cession de la chapelle de la salle capitulaire afin que les restes de sa mère, de sa femme et de ses proches puissent y être enterrés. Cependant, en 1430, il obtient des dominicains de San Pablo la cession de la chapelle principale de l'église, afin que son propre corps y soit enterré, malgré le fait que quelques années auparavant, après sa nomination comme évêque de Burgos, il avait fait en sorte que sa dépouille mortelle repose dans la chapelle de Santo Tomás de Aquino de la cathédrale de Burgos.  
Son fils, Alfonso de Cartagena, futur évêque de Burgos et diplomate, qui prendra sa suite, favorisera notamment le Collège du couvent de San Pablo de Burgos qui verra l'entrée de nombreux religieux et théologiens qui enrichisseront son patrimoine de leur dot pendant des siècles, avant d'être détruit au XIXe siècle,. En 2002 et 2003, une étude archéologique des ruines du couvent de San Pablo est réalisée. Le musée de l'évolution humaine de Burgos est actuellement situé sur le terrain occupé par l'ancien couvent, et inauguré le 13 juillet 2010.

#### Autres études et charges
Après sa conversion, Pablo étudie à l'université de Paris, où il reçoit le titre de docteur en théologie. Il passe également à Londres, envoyant une satire hébraïque sur Pourim à Don Meïr Alguades, chef de la communauté juive castillane, traducteur d'Aristote et médecin du roi,. 
Il se rend à Avignon où par son zèle et ses talents, il peut intriguer pour obtenir de l’avancement auprès de l'antipape Benoît XIII. Il est nommé archidiacre de Treviño, puis, en 1402 ou 1405, évêque de Carthagène. En 1415, il devient archevêque de Burgos ; après sa mort, son fils Alphonse de Burgos le remplacera à cette charge. 
Son intelligence, son érudition et ses qualités oratoires lui font gagner la confiance du roi Henri III de Castille, qui le comble de faveurs : le nomme garde du Sceau royal - succédant à Pero López de Ayala - en 1406 ou 1407, puis chancelier en 1416. Après la mort du roi, il devient son exécuteur testamentaire, membre du conseil de régence et tuteur de l'héritier du trône, Jean II de Castille,. 

#### Œuvre anti-judaïque
Comme d'autres convertis qui puiseront en lui, dont Jérôme de Santa Fe ou Alfonso de Spina, ainsi que des écrivains espagnols hostiles aux Juifs et même Martin Luther en Allemagne pour son traité sur Les Juifs et leurs mensonges, Paul de Burgos joue un rôle de premier plan dans la persécution des Juifs d'Espagne, et peut figurer comme le plus virulent de son époque, même s'il a continué à correspondre avec plusieurs d'entre eux dont Joseph Orabuena, grand rabbin de Navarre ou Joshua ibn Vives. 
Il n'hésite pas à « faire des tentatives de prosélytisme auprès de deux des personnages les plus considérables du judaïsme espagnol... Joseph Orabuena, médecin à la cour du roi de Navarre Charles III et grand-rabbin des communautés de ce pays, et de Meïr Alguadès,, grand-rabbin (astronome, traducteur d'Aristote et dayan) de Castille et médecin du roi Henri III. Pablo de Burgos ne réussit pas à irriter le roi contre les Juifs car Don Henri avait deux médecins juifs, auxquels il accordait une confiance absolue : Don Meïr Alguadès précédemment cité et Don Moïse Carçal, poète castillan. Voyant que ses efforts restaient vains, il se mit à diriger toutes sortes d’accusations contre les Juifs pour provoquer contre eux de nouvelles persécutions. Sa conduite indigna même le cardinal de Pampelune et d’autres prélats, au point qu’ils lui intimèrent l’ordre de cesser ses calomnies » aveugles.  
Il était particulièrement difficile aux Juifs de répliquer pour se défendre : « les représentants du christianisme avaient une liberté de parole absolue, et, de plus, ils disposaient de la prison et des tortures pour faire triompher leurs idées, tandis que les Juifs étaient obligés de voiler en quelque sorte ce qu’ils voulaient dire et d’employer toute sorte de circonlocutions pour ne pas blesser leurs dangereux adversaires ». 
À la mort d'Henri III, Burgos put libérer ses pulsions malveillantes en aidant à la publication en 1408, au nom du jeune roi dont il avait la charge, un édit qui remettait en vigueur tous les paragraphes du recueil des lois d’Alphonse le Sage, qui étaient hostiles aux Juifs. 
Dans la même veine, Paul de Burgos a probablement contribué à rédiger des textes  - notamment les lois d'Ayllón (es) - visant en 24 articles à isoler les Juifs (en les obligeant à vivre dans d'étroits ghettos), à les priver de leurs droits communaux, de leurs moyens de subsistance (en paralysant leur commerce, en empêchant leur accès aux emplois publics), en les exposant à l'humiliation (en les châtiant de coup de fouet) et au mépris, en ne leur laissant le choix qu'entre la misère (en les dépouillant de leurs biens), l'exil ou la conversion. Il a également écrit les Additiones qui consistent en des ajouts aux postiles de Nicolas de Lyre dans la Bible, qui ont été imprimés fréquemment ; l'année précédant sa mort, il compose le Dialogus Pauli et Sauli Contra Judæos, sive Scrutinium Scripturarum (Mantoue, 1475, Mayence, 1478, Paris, 1507, 1535, Burgos, 1591) dans lequel il fustige ceux de ses ex-coreligionnaires de ne pas avoir choisi comme lui la conversion à la Vraie foi,. 
En parallèle et d'après le récit d'Alfonso de Espina (es) dans son Fortalitium Fidei, il semble s'être acharné sur Meïr Alguadès, en l'impliquant dans un procès criminel intenté à un Juif de Ségovie accusé de profanation d'hostie en 1410 ; l’évêque Juan Velasquez de Tordesillas l'aurait fait emprisonner comme complice avec plusieurs autres Juifs, qui, sur l’ordre de la régente, auraient été mis à la question et avoué le sacrilège qu’on leur imputait et d'autres aveux peu spontanés comme l'empoisonnement du roi. Déclaré coupables du meurtre du roi, Alguadès et ses co-accusés auraient été condamnés à ce que leurs membres soient arrachés un par un, et que leur synagogue soit transformée en église,.

### Mort
El Burgense meurt le 30 août 1435 et est enterré en l'église du couvent de San Pablo qu'il avait fait construire à Burgos.
Le blason de la famille est composé d'une fleur de lys en argent sur fond vert ; l'image fait incontestablement allusion à la virginité de Marie (de Santa Maria).

### Descendance
Son fils, Alonso Garcia de Carthagène (ou Alphonse de Carthagène), succède aux mêmes sièges épiscopaux que son père (évêque de Carthagène puis de Burgos) ; homme de lettres, il fut également représentant du roi de Castille lors du concile de Bâle en 1435.
Sa petite-fille Thérèse de Carthagène est une écrivaine, mystique et religieuse clarisse puis cistercienne, qui a défendu le droit des femmes au monde intellectuel.